# Icecast

Logotipo de Icecast

Icecast es un programa para transmisión en continuo de medios mantenido por la Fundación Xiph.Org. Puede ser utilizado para crear una estación de radio en Internet o para uso privado entre otras cosas. Es muy versátil en lo relativamente fácil que admite nuevos formatos, y además, es compatible con estándares abiertos para comunicación e interacción. El mismo término, es también usado para referirse específicamente al programa servidor que es parte del proyecto.
Según la página web oficial, el servidor Icecast en sus últimas versiones es compatible con los códecs/formatos libres Ogg (Vorbis, Theora), Opus, FLAC y WebM (VP8/VP9), y con los códecs/formatos cerrados MP4 (H.264, MPEG4), M4A, NSV, AAC y MP3 debería funcionar pese a que oficialmente no es compatible con ellos.
El servidor Icecast tiene una funcionalidad similar al programa privativo de servidor de medios SHOUTcast de Nullsoft y es compatible con este.
Existen diversas herramientas para alimentar un servidor IceCast tales como:
- Edcast, complemento para Winamp y Foobar2k
- Ezstream
- Traktor DJ Studio 3
- Simplecast
- Darkice
- Mixxx
- broadcastmyself para android